# 吳秀 (隆慶進士)
吳秀（1538年—？），字越賢，號平山，浙江湖州府烏程縣民籍，直隸蘇州府吳江縣人，明朝政治人物。

## 生平
嘉靖四十三年（1564年）甲子科浙江鄉試第七十二名舉人，隆慶五年（1571年）中式辛未科會試第三名，二甲第四十八名進士。大理寺觀政，授刑部主事，萬曆六年（1578年）養病。九年（1581年）起復原職，十一年（1583年）升郎中，出為九江府知府，丁憂歸。服闋，十九年（1591年）起為揚州府知府，二十一年（1593年）九月升福建按察司副使。

## 家族
曾祖吳存仁；祖父吳麟；父吳績。母張氏；繼母倪氏。具慶下。兄吳中立、吳中行、吳中孚。